# BMW R 3

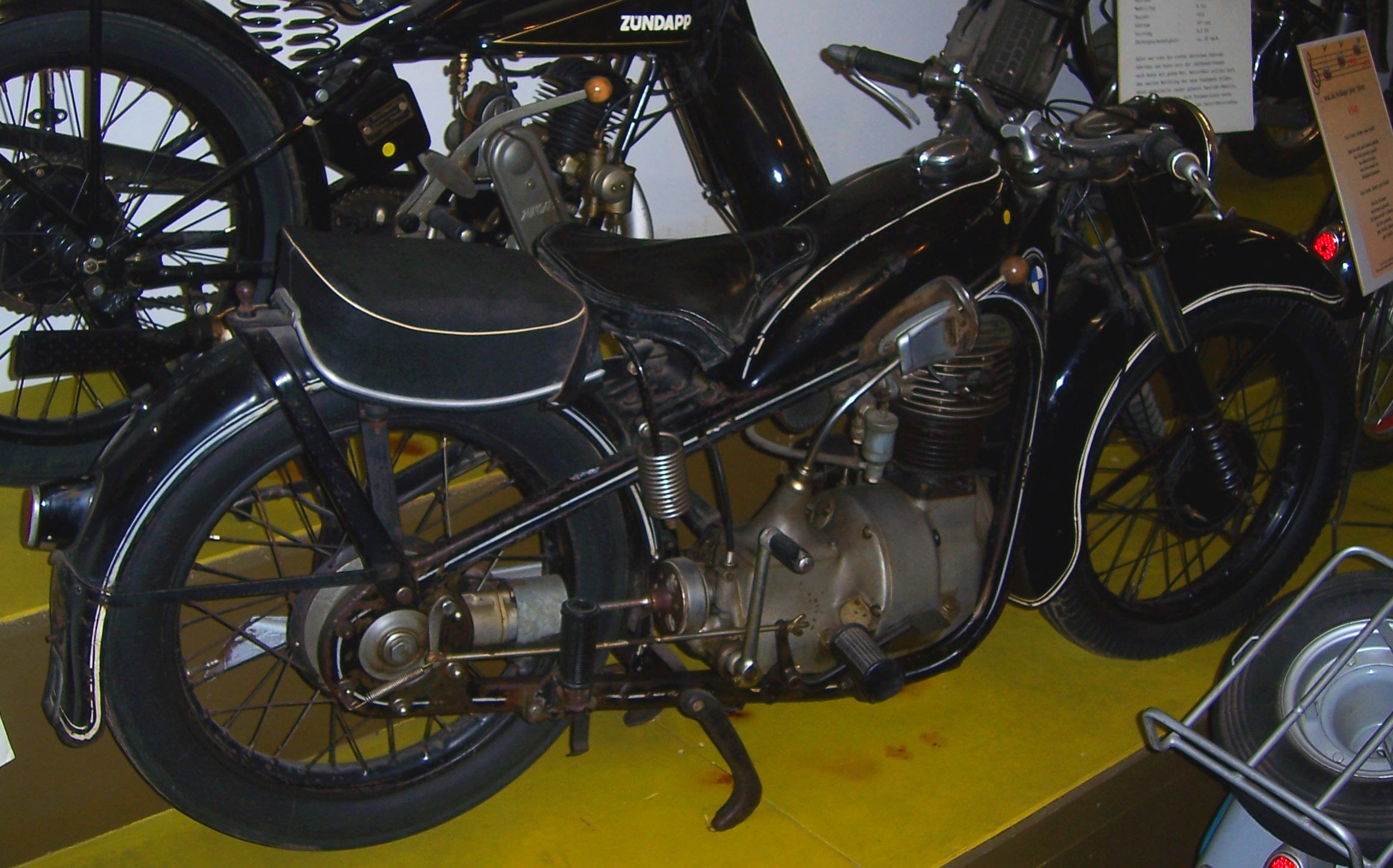
BMW R 3 in Wolfegg

Die BMW R 3 war ein Tourenmotorrad mit 300 cm³ des deutschen Motorradherstellers BMW, das nur 1936 gebaut wurde.

## Geschichte
Vier Jahre nach Einführung des großen Einzylinder-Motorrades R 4 stellte BMW die R 3 im Februar 1936 auf der Deutschen Automobilausstellung in Berlin vor. Von der R 3 wurde nur eine Serie gebaut. Der Preis bei der Einführung betrug 1050 RM; bereits im September 1936 war der Preis auf 995 RM gesenkt.
Mit 300 cm³ Hubraum war sie ungünstig am Markt platziert, weil sie weder die Leistung der R 4 besaß noch den Vorteil der Führerschein- und Steuerbefreiung hatte, der die R 2 attraktiv machte. Mit nur 740 gefertigten Exemplaren im einzigen Produktionsjahr blieb sie hinter den Erwartungen zurück. Bereits 1937 wurden die Modelle R 3 und R 4 durch die R 35 abgelöst.

## Konstruktionsmerkmale

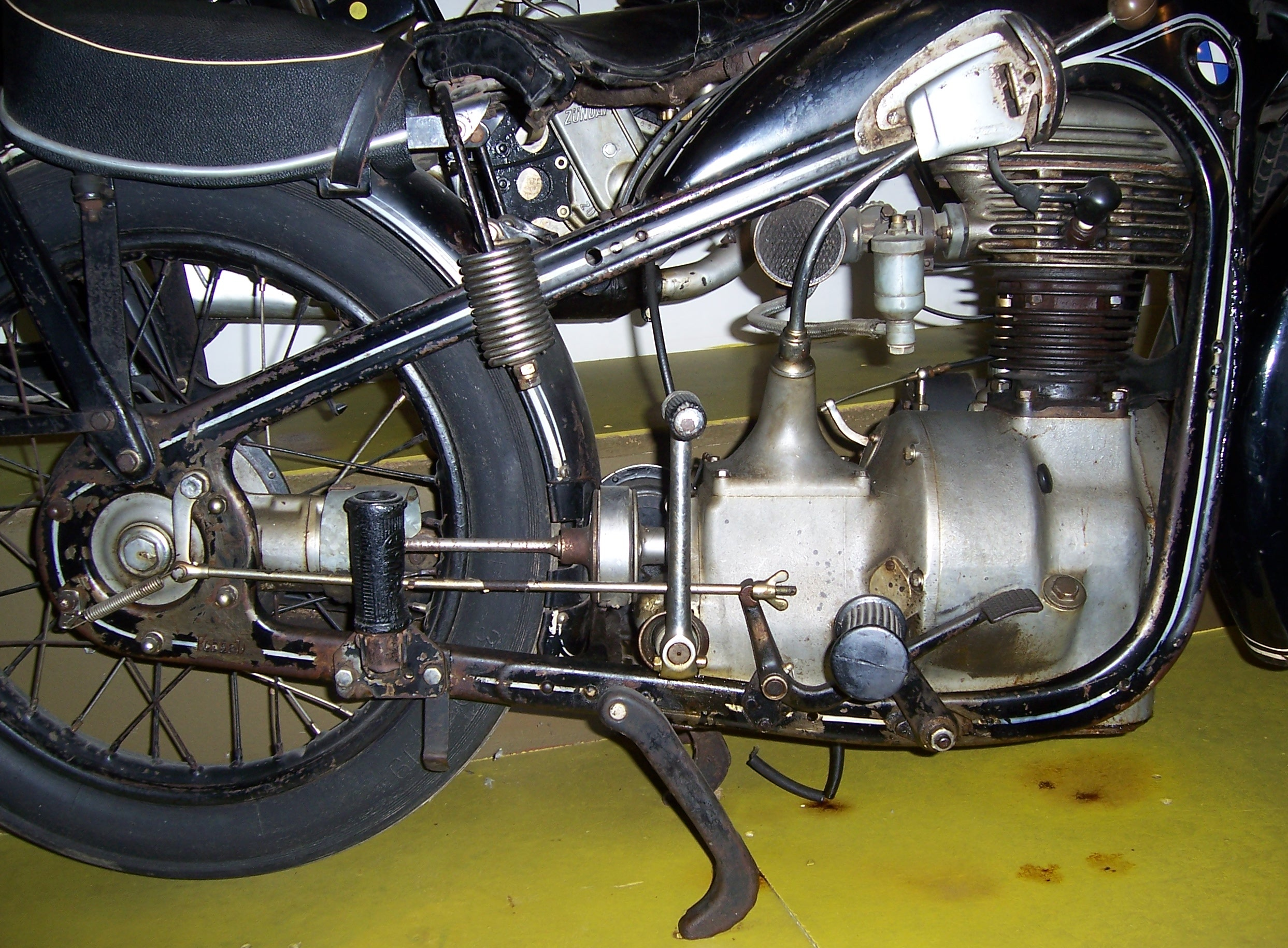
Motor, Getriebe und Kardanantrieb

Die R 3 zeichnet sich durch einen größeren Hubraum als bei der R 2 und ebenso durch große Robustheit aus. Technisch ist die R 3 aber eher mit den beiden letzten Serien 4 und 5 der BMW R 4 verwandt.

### Motor
Der Stoßstangenmotor weist hängende Ventile auf (OHV-Bauart). Das Bordspannungsnetz wird durch eine 6 V/45 W Gleichstromlichtmaschine, links oben am Motorblock befindlich, gespeist. Als Stromspeicher befindet sich links hinter dem Motor eine Batterie. Die Zündung ist eine sogenannte Batteriezündung. Sie wird von einem durch die Nockenwelle betätigten Unterbrecher gesteuert, der sich vor dem Motor in einer zylindrischen Dose befindet.

### Antrieb
Die R 3 hatte ein handgeschaltetes Vierganggetriebe mit Antriebswelle auf der rechten Seite des ungefederten Hinterrades.
BMW bezeichnete die Kraftübertragung vom Getriebe zum Hinterrad als „Kardanantrieb“, die Antriebswelle als „Kardanwelle“ und das Getriebegehäuse am Hinterrad als „Kardangehäuse“ – technisch richtig war es lediglich ein Wellenantrieb des Hinterrades, da es keine Kardangelenke gab.
Das Getriebegehäuse war direkt an das Motorgehäuse angeflanscht. Die Eingangswelle wurde direkt von der Einscheiben-Trockenkupplung im Schwungrad der Kurbelwelle angetrieben. Die Ausgangswelle trieb über eine Hardyscheibe in direkter Verlängerung die Antriebswelle an.
Der Kickstarter war auf der rechten Seite angeordnet – ein Beiwagenbetrieb war nicht vorgesehen.

### Fahrwerk
Dieses Motorrad erschien in der damals gängigen BMW-Bauform, mit einem gepressten und vernieteten Stahlblechrahmen ohne Hinterradfederung und der gezogenen Kurzschwinggabel mit Blattfederung für die Führung des Vorderrades.
Die Vorder- und Hinterradbremse sind dem damaligen Stand der Technik entsprechend als Halbnabenbremsen ausgeführt.

## Technische Daten
| Kenngröße             | Daten der R 3                |
| --------------------- | ---------------------------- |
| Bohrung               | 68 mm                        |
| Hub                   | 84 mm                        |
| Hubraum               | 305 cm³                      |
| Leistung              | 11 PS (8 kW) bei 4.200 min−1 |
| Höchstgeschwindigkeit | 100 km/h                     |
| Leergewicht           | 149 kg                       |
| Gesamtgewicht         | 349 kg                       |
| Tankinhalt            | 12 L                         |